# 奧辛諾格拉德

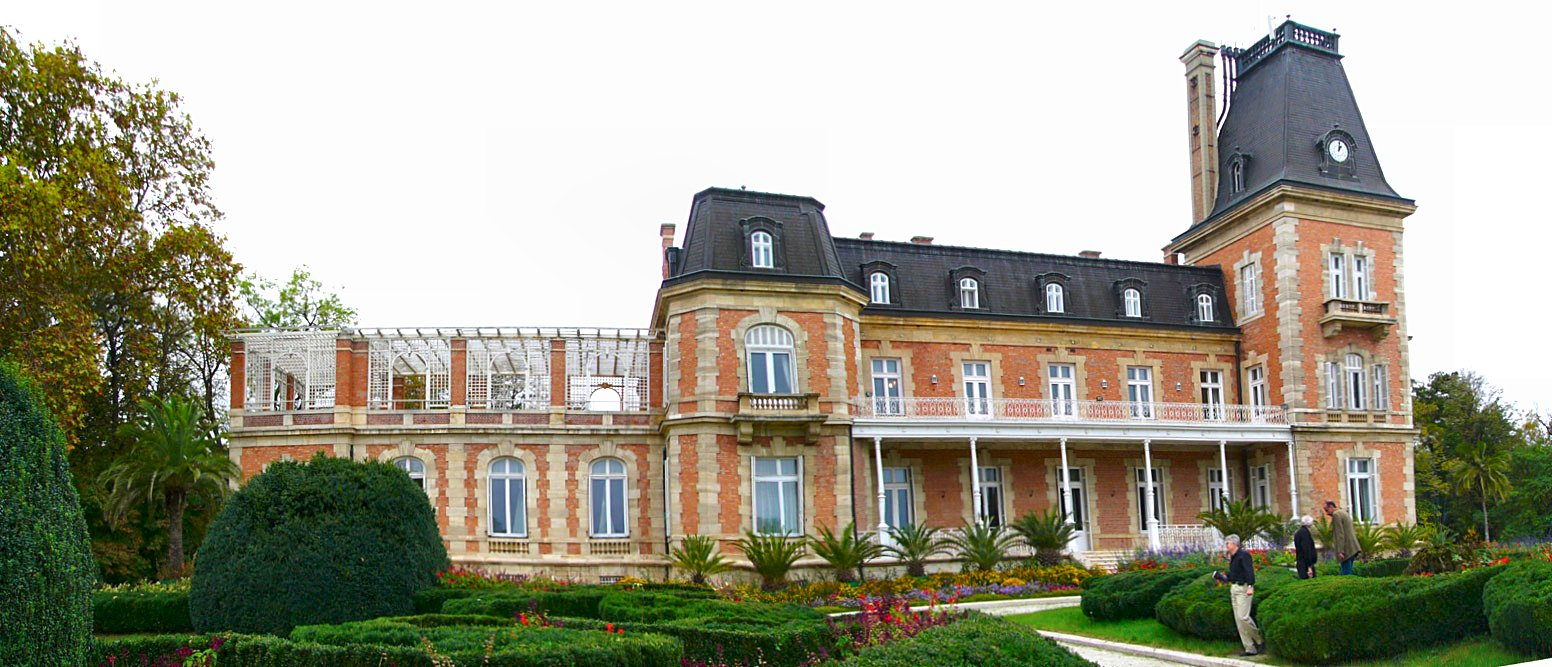
奧辛諾格拉德

奧辛諾格拉德是保加利亞黑海海濱的一處19世紀晚期的皇家夏宮和公園，位於瓦爾納以北8（5.0英里）處，現在是保加利亞政府和總統在夏季舉辦會議的場所，也有一些別墅和酒店提供給遊客服務。2007年開始，還是歌劇節的舉辦地。奧辛諾格拉德地處海拔高度49米處。

## 外部連結
- Pictures and History (in Bulgarian)
- Official website
- 3D Laser scanning of main building （页面存档备份，存于）

1. ↑  .   [2015-01-16]. （原始内容存档于2021-02-14）.